# 帕维乌·兰达
帕维乌·兰达（波蘭語：Paweł Rańda，1979年3月20日—），波兰男子赛艇运动员。他曾代表波兰参加2008年和2012年夏季奥林匹克运动会赛艇比赛，其中2008年奥运会获得一枚银牌。